# Pantana ampla
Pantana ampla är en fjärilsart som beskrevs av Walker 1855. Pantana ampla ingår i släktet Pantana och familjen tofsspinnare. Inga underarter finns listade i Catalogue of Life.